# 水产加工
水产加工是指对具有经济和食用价值的水生动植物（包括水產養殖動植物以及野生動植物）进行加工的過程。 由於鱼极易腐烂，所以水产加工的一个核心问题就是防止魚類变质。
较大的水产加工公司通常擁有自己的捕鱼船队或自己親自進行水產養殖。加工後的水產通常出售给零售商或中间商。
自全新世早期開始，人类就懂得水产加工。 